# Węgrzy w Serbii

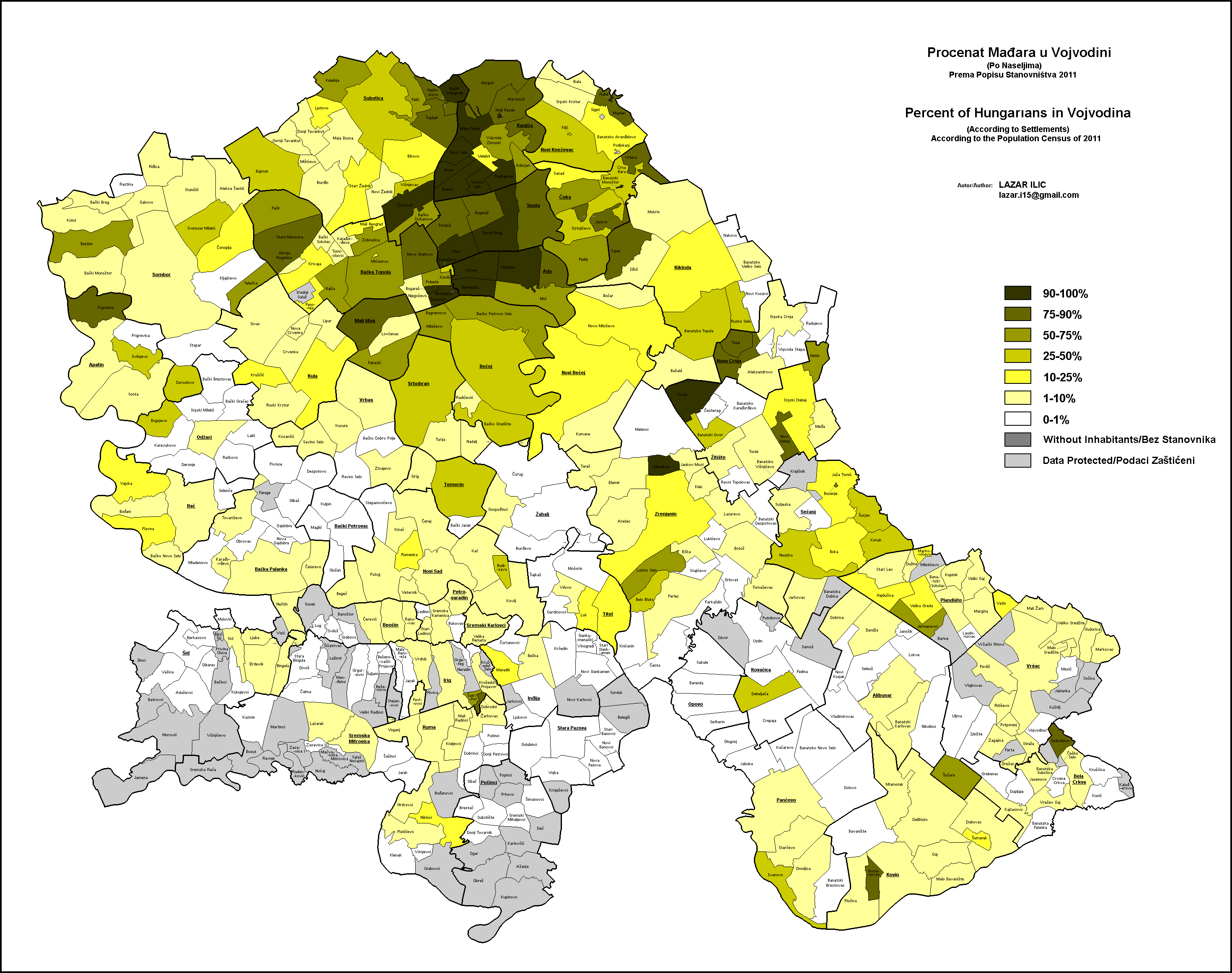
Udział Węgrów w ogólnej populacji gmin Wojwodiny w 2011 roku

Węgrzy w Serbii – mniejszość narodowa w Republice Serbii, zamieszkująca przede wszystkim obszar Autonomicznej Prowincji Wojwodiny. Według spisu ludności z 2022 roku w Serbii mieszkało 184 442 Węgrów, którzy stanowili blisko 2,8% łącznej populacji kraju. Z kolei na terenie Wojwodiny, według danych pospisowych, zamieszkiwać miało 182 321 osób narodowości węgierskiej (blisko 10,5% ludności prowincji i 98,6% serbskich Węgrów).
Duży udział Węgrów w populacji północnej części Serbii związany jest z ich wielowiekową dominacją polityczną na tym obszarze. Terytorium dzisiejszej Wojwodiny, z przerwami, było pod węgierską kontrolą od X wieku do roku 1920 i podpisania traktatu pokojowego z Trianon.
Serbscy Węgrzy są społecznością dobrze zorganizowaną pod względem politycznym. Posiadają własną partię polityczną Vajdasági Magyar Szövetség (pol. Związek Węgrów Wojwodiny, serb. Удружење војвођанских Мађара). Głównym celem partii jest ochrona interesów mniejszości węgierskiej na terenie Autonomicznej Prowincji. Węgrzy w Serbii posiadają także własne instytucje kulturalne, w tym chociażby węgierskie centra kulturowe w Suboticy i Nowym Sadzie. W Serbii w języku węgierskim wydawany jest dziennik Magyar Szó.